# Kevin Howley
Kevin Howley, né à Billingham le 17 mai 1924 et mort le 22 juillet 1996, est un ancien arbitre anglais de football des années 1950 et 1960.

## Carrière
Il a officié dans des compétitions majeures: 
- Coupe d'Angleterre de football 1959-1960 (finale)
- Coupe des villes de foires 1962-1963 (finale retour)